# イエスの洗礼
イエスの洗礼（イエスのせんれい）とは、新約聖書の福音書にあらわれるイエス・キリストの生涯のエピソードのひとつで、ヨルダン川において洗礼者ヨハネから洗礼を受けた出来事。キリスト教の洗礼の儀式のもととなった『ルカによる福音書』と『マタイによる福音書』ではイエスの幼年時代の記述が異なり、『マルコによる福音書』に至ってはイエスの幼年時代についての記事を一切省いているが、これらの共観福音書はどれもイエスの洗礼に関しては同じような内容の並行記事となっている。マタイもルカもイエスの幼年時代の記述からいきなりイエスの洗礼に話が飛んでいる。ルカによればイエスが洗礼を受けたのは30歳のころだったという。
共観福音書でイエスの洗礼の記述はどれも同じような組み立てになっている。初めに洗礼者ヨハネが紹介され、彼の言葉と洗礼の儀式について述べられる。次にイエスがヨルダン川にやってきて洗礼を受ける。そのあと天がひらけてイエスこそ自分の子であるという神の声が聞こえる。これがイエスの公生活の始まりとされている。共観福音書であっても細かい異同はあるが、ほとんどのキリスト教派においてイエスの生涯における重要な出来事のひとつとみなされている。カトリック教会で唱えられるロザリオの祈りのうち、光の神秘のひとつがこの「イエスの洗礼」になっている。

## 洗礼の場所
洗礼者ヨハネはユダの荒れ野で教えていたという。ユダの荒れ野というのは死海から高地へあがった乾燥した地域で人はあまり住んでいなかった。荒れ野という言葉がしばしば砂漠と同義にとられることがあるが、砂漠ほど乾燥していたわけではなく、放牧が行われていた。プリニウスはこの地域がエッセネ派の暮らす地域であったといっており、実際に洗礼者ヨハネがエッセネ派の指導者の一人であったという説もある。聖書学者ドナルド・グスリー（Donald Guthrie）によれば、当時都市よりも荒れ野のほうが神に近い場所であると考えられていたという。

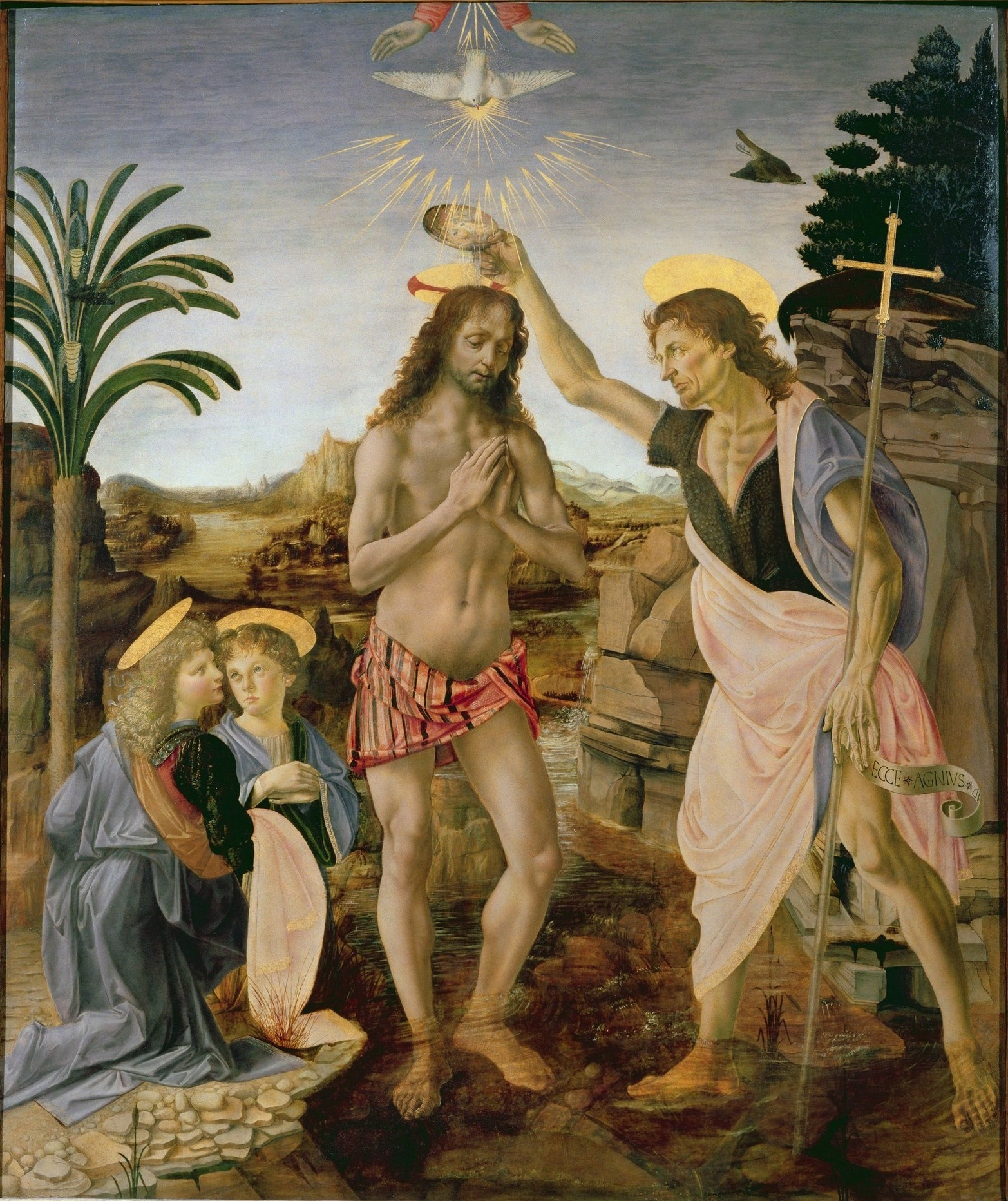
ヴェロッキオ工房『キリストの洗礼』（1475年）

福音書によればイエスはヨルダン川でヨハネと会ったとされる。イエスの洗礼の場所とされてきた区域のひとつは、アレンビー渓谷の南、カシール・アル・ヤフドとよばれるヨルダン川の西岸である。現代ではここに正教会の修道院があるが、イスラエル軍の軍事監視区域となっており、一般人の立ち入りが制限されている。だが、イエスにゆかりのあるヨルダン川で洗礼を受けたいという人々が多く集まるため、一部に開放区域が設けられている。同じ区域のヨルダン川東岸も古代よりキリスト教徒たちに尊重されてきた。ヨルダン政府観光局は東岸こそイエスの洗礼の場所であると宣伝しており、実際に東岸の遺跡アル＝マグタスはイエスの洗礼の地として2015年に世界遺産リストに登録された。

## ヨハネの非難
ルカ福音ではイエスは群集の一人としてヨハネのところへ赴き、洗礼を受けている。マタイ福音ではイエスの洗礼の場面ではイエスとヨハネ以外の登場人物はあらわれない。ルカとマタイではヨハネはファリサイ派とサドカイ派批判ととれる言葉をもって登場する。この批判はルカとマタイに固有のもので、二つが参照したと考えられるマルコ福音にはそのような批判は見られない。
マタイとルカでは、ヨハネは登場するや集まった人々を「まむしの子ら」と非難し、改心を求める。マルコにこのような箇所がないことから、このヨハネの言葉はQ資料に由来していると考えられている。ただ、マタイとルカでも違いはあり、ルカではヨハネが人々全体に非難の言葉を向けるが、マタイはファリサイ派やサドカイ派に限定している。ある学者たちによれば、ヨハネに近づいたファリサイ派の人々というのは決してヨハネに心酔したからではなく、自分たちの権威を脅かすものと警戒し、調査しようとしたためヨハネに非難されたという。歴史的にみればこの時期にファリサイ派とサドカイ派が共同してあらわれるというのは考えにくい、というのは神殿崩壊前の時期、両派はユダヤ人の中での主導権を握ろうと激しく対立していたからである。
なぜマタイはヨハネの非難を特定の人に向けたのだろうか。エドゥアルド・シュバイツァー（Eduard Schweizer）はマタイがルカと違ってユダヤ人を読者として想定したため、ユダヤ人全体を批判するような記述を避けたかったのではないかと考えた。そこでマタイ福音書の成立時にキリスト教徒と激しく対立したファリサイ派にその矛先を向けさせたというのである。もちろんすべての学者がこの考え方に同意しているわけではなく、単に「ファリサイ派とサドカイ派」という言い方でユダヤ人を総称しただけという見方もある。
「まむしの子」という言い方はおそらく創世記（3:14）に由来すると思われる当時の悪口の定型句であった。「まむしの子」という言い方で相手を罵倒する表現は、ここから生まれ、シェークスピアが『トロイラスとクレシダ』で用いているし、サマセット・モームの書いた『カタリナ』にも用例が見られる。

## イエスの受けた洗礼
ルカの中ではイエスは単に群集の一人としてヨハネのもとにいき、ヨハネかあるいはその代理の人から洗礼を受ける。マタイとマルコではイエスはヨハネのもとに直接おもむき、ヨハネ本人から洗礼を受ける。マタイ福音書ではヨハネに対してイエスが語る言葉がイエスの最初の言葉になる。伝統的にマタイは新約聖書冒頭に置かれていたため、このイエスの言葉が新約聖書で最初のイエスの言葉となってきた。このことから聖書学者たちはこのイエスの「第一声」を重要なものとみなし、熱心に研究してきた。マタイの中で、イエスは「ヨハネから洗礼を受けるのが正しいこと」だという。これはなぜイエスがわざわざ洗礼を受ける必要があったのかということを説明するために後から付加された言葉だと考えられている。
「正しいこと」というのはマタイの中では重要な概念であり、「神に従うこと」と同義である。マタイは同時に予言が「成就した」という言い方をするが、イエスが正しいことを行うことこそが神の意思の成就であるという位置づけをしているといえる。
またヨハネが罪のきよめのしるしとして行っていた洗礼をなぜ罪のないイエスが受けたのかという疑問に対しては伝統的に次のような答えが与えられてきた。
第一はイエスが、人間にとって洗礼がいかに大切なものであるかを示すために受けたというもの。
第二はイエスは全人類の罪をあがなうという大きなプロセスの一部として洗礼を受けたというもの。
それ以外にもキリスト理解の差によってさまざまなキリスト教派において異なる捉え方がされている。マルコやルカと異なり、マタイはイエスがすぐに水からあがったことを強調する。ロバート・ガンドリー（Robert H.Gundry）は著作の中で、ヨハネの洗礼ではそのあと、川の中で罪の告白をするという流れになっていたが、イエスは罪を犯していないため、すぐに川からあがったということが強調されているのだと解説している。 
キリスト教のほとんどの教派ではイエスの洗礼が大切な出来事としてとらえられているが、イエスの洗礼になんら意味を認めないグループもある。たとえば中世のボゴミル派では洗礼者ヨハネは悪の手先であったと考え、その洗礼も被造物の穢れをイエスに及ぼそうとする邪悪な試みだったとみなしていた。このような考え方は珍しいものだが、キリスト教の多くの教派の洗礼の儀式で、ヨハネのように川で行う洗礼のやり方を採用せず、マタイ28章のくだりや『使徒行伝』にあらわれるような洗礼の儀式を形式として用いていることは興味深い。というのもキリスト教のグループの中には再洗礼派のようにイエスが受けた洗礼のやり方を忠実に守るべきだと考えるものもあるのだ。またこのようなグループではイエスが30歳で洗礼を受けた故事から幼児洗礼をも否定している。

## 神からのあかし
福音書によれば、イエスが洗礼を受けると天が開いて、神の霊が鳩の形でくだり、イエスが神の愛する子であるという声が聞こえたという。天が開いて声がするという表現はエゼキエル書の冒頭からとられたものであろう。古い写本では「天が開けて」という部分が「天が彼に開けて」という表現になっており、心の中の出来事という印象を与える。もしそのように捉えれば、なぜルカでは居合わせた群集の反応を一切書いていないのかということも説明がつく。この声は鳩の形でくだる霊とともに新約聖書中において三位一体のシンボルをもっとも明快に示す箇所という見方がされてきた。しかし学者たちはキリスト教の中で聖霊という概念が主流になるのはマタイ福音書が書かれてから数世紀後のことであるという。ルカでは鳩の形をした霊という表現がはっきり用いられているが、マタイの言い回しはそれよりもあいまいなものである。福音書の著者たちが鳩というシンボルで何を表そうとしていたのかということは聖書学者たちの研究の対象となってきた。
たとえばハワード・クラーク（Howard W Clarke）は『マタイ福音と読者たち』でノアが新しい土地を見つけるために鳩を放したことから、これは新生のシンボルではないかと考える。またオルブライト（W.F Albright）とマン（C.S. Mann）は著書『マタイ』の中で、ホセア書において鳩がイスラエルの象徴として用いられていることに注目している。ギリシャ文化では鳩は清純さの象徴であると同時に愛の神アフロディテの象徴とされていた。福音記者が鳩にこめた意味はもはや知りえないが、聖霊を鳩で表現する方法がこの箇所に由来していることは間違いがない。